# كارلوس كارديناس
كارلوس كارديناس (بالإسبانية: Carlos Cárdenas Rodríguez) (5 أكتوبر 1976 بكوبيخا في بوليفيا - ) هو مدرب كرة قدم ولاعب كرة قدم بوليفي في مركز الهجوم. شارك مع منتخب بوليفيا لكرة القدم. أما مع النوادي، فقد لعب مع نادي خورخي ويلسترمان وClub Aurora ‏ وUniversitario de Sucre ‏ وشاكو بتروليرو ونادي بلومينغ.

## وصلات خارجية
- كارلوس كارديناس على موقع قاعدة بيانات كرة القدم.إي يو (الإنجليزية)
- كارلوس كارديناس على موقع ناشيونال فوتبول تيمز (الإنجليزية)